# Torneo de las Américas 1999
Das Torneo de las Américas 1999 (englisch The 1999 Tournament of the Americas) ist die neunte Auflage der Basketball-Amerikameisterschaft und fand vom 14. bis 25. Juli 1999 in der puerto-ricanischen Hauptstadt San Juan statt. Bei dem Turnier ging es um die Qualifikation für das Basketballturnier bei den Olympischen Spielen 2000. Im Nachhinein wurde das Turnier in die Reihenfolge der Amerikameisterschaften aufgenommen und zählte als Kontinentalmeisterschaft für nationale Auswahlmannschaften der Herren des Kontinentalverbands FIBA Amerika. Von den zehn teilnehmenden Mannschaften qualifizierten sich die beiden Finalisten direkt für die Olympischen Spiele. Alle Spiele wurden im Coliseo Roberto Clemente ausgetragen.

## Teilnehmer
Regionale Qualifikation nach den Subzonen des Kontinentalverbands. Neben den beiden Nationalmannschaften der nordamerikanischen Subzone nahmen die vier Halbfinalisten der zentral- und südamerikanischen Meisterschaften, zu denen auch der Gastgeber Puerto Rico als Finalist der Centrobasket 1999 gehörte.

### Nordamerika
- Kanada
- Vereinigte Staaten

### Zentralamerika und Karibik
- Kuba (Sieger Centrobasket 1999)
- Puerto Rico (Gastgeber und Finalist Centrobasket 1999)
- Dominikanische Republik (Bronzemedaille Centrobasket 1999)
- Panama (Halbfinalist Centrobasket 1999)

### Südamerika
- Brasilien (Sieger Campeonato Sudamericano 1999)
- Argentinien (Finalist Campeonato Sudamericano 1999)
- Venezuela (Bronzemedaille Campeonato Sudamericano 1999)
- Uruguay (Halbfinalist Campeonato Sudamericano 1999)

## Modus
Beim Turnier wurde eine Vorrunde in zwei Gruppen zu je fünf Mannschaften als Rundenturnier ausgetragen. Die beiden am schlechtesten platzierten Mannschaften der Vorrunde schieden anschließend aus dem Turnier aus, während die anderen Mannschaften unter Mitnahme ihrer Vorrundenergebnisse eine Zwischenrunde als Fortführung des Rundenturniers gegen die besten vier Mannschaften der anderen Vorrundengruppe ausspielten. Das Ergebnis gegen die ausgeschiedene Mannschaft aus der Vorrunde ging mit in die Wertung ein, bei gleicher Anzahl von Siegen und Niederlagen entschied der direkte Vergleich. Die vier Halbfinalisten spielten im K.-o.-System die Medaillen und damit auch die direkten Qualifikationsplätze aus.

## Vorrunde
Die Spiele der Vorrunde fand zwischen dem 14. und 18. Juli 1999 statt.

### Gruppe A
| Nation                | Sp | S | N | P+  | P-  |        | Vereinigte Staaten | Kanada | Argentinien | Uruguay     | Kuba |
| --------------------- | -- | - | - | --- | --- | ------ | ------------------ | ------ | ----------- | ----------- | ---- |
| 1. Vereinigte Staaten | 4  | 4 | 0 | 403 | 256 |        | 94:60              | 103:72 | 118:72      | 88:52       |      |
| 2. Kanada             | 4  | 3 | 1 | 292 | 291 | 60:94  |                    | 77:70  | 80:62       | 75:65       |      |
| 3. Argentinien        | 4  | 2 | 2 | 320 | 337 | 72:103 | 70:77              |        | 97:81       | 81:76       |      |
| 4. Uruguay            | 4  | 1 | 3 | 302 | 379 | 72:118 | 62:80              | 81:97  |             | 87:84 n. V. |      |
| 5. Kuba               | 4  | 0 | 4 | 277 | 331 | 52:88  | 65:75              | 76:81  | 84:87 n. V. |             |      |

### Gruppe B
| Nation                     | Sp | S | N | P+  | P-  |              | Puerto Rico | Venezuela 1954 | Brasilien    | Dominikanische Republik | Panama |
| -------------------------- | -- | - | - | --- | --- | ------------ | ----------- | -------------- | ------------ | ----------------------- | ------ |
| 1. Puerto Rico             | 4  | 4 | 0 | 365 | 310 |              | 81:56       | 96:88          | 103:95 n. V. | 85:71                   |        |
| 2. Venezuela               | 4  | 3 | 1 | 293 | 287 | 56:81        |             | 91:68          | 70:66        | 76:72                   |        |
| 3. Brasilien               | 4  | 2 | 2 | 316 | 324 | 88:96        | 68:91       |                | 70:64        | 90:73                   |        |
| 4. Dominikanische Republik | 4  | 1 | 3 | 302 | 316 | 95:103 n. V. | 66:70       | 64:70          |              | 77:73                   |        |
| 5. Panama                  | 4  | 0 | 4 | 289 | 328 | 71:85        | 72:76       | 73:90          | 73:77        |                         |        |

## Zwischenrunde
Die Spiele der Zwischenrunde, die die vier Halbfinalisten und Teilnehmer der Finalrunde ermittelten, fanden zwischen dem 19. und 22. Juli 1999 statt. Die mitgenommenen Ergebnisse der Vorrunde sind kursiv gekennzeichnet.
| Nation                     | Sp | S | N | P+  | P-  |        | Vereinigte Staaten | Kanada      | Puerto Rico | Argentinien | Venezuela 1954 | Brasilien   | Uruguay     | Dominikanische Republik |
| -------------------------- | -- | - | - | --- | --- | ------ | ------------------ | ----------- | ----------- | ----------- | -------------- | ----------- | ----------- | ----------------------- |
| 1. Vereinigte Staaten      | 7  | 7 | 0 | 710 | 485 |        | 94:60              | 115:76      | 103:72      | 83:61       | 90:73          | 118:72      | 107:71      |                         |
| 2. Kanada                  | 7  | 5 | 2 | 552 | 500 | 60:94  |                    | 75:80       | 77:70       | 84:55       | 95:75          | 97:81       | 81:64       |                         |
| 3. Puerto Rico             | 7  | 5 | 2 | 625 | 594 | 76:115 | 80:75              |             | 96:101      | 81:56       | 96:88          | 93:64       | 103:95 n.V. |                         |
| 4. Argentinien             | 7  | 5 | 2 | 599 | 576 | 72:103 | 70:77              | 101:96      |             | 95:71       | 79:77          | 97:81       | 85:71       |                         |
| 5. Venezuela               | 7  | 3 | 4 | 491 | 561 | 61:83  | 55:84              | 56:81       | 71:95       |             | 70:66          | 87:84 n. V. | 91:68       |                         |
| 6. Brasilien               | 7  | 2 | 5 | 551 | 589 | 73:90  | 75:95              | 88:96       | 77:79       | 66:70       |                | 100:74      | 70:64       |                         |
| 7. Uruguay                 | 7  | 1 | 6 | 515 | 646 | 72:118 | 81:97              | 64:93       | 81:97       | 84:87 n. V. | 74:100         |             | 78:71       |                         |
| 8. Dominikanische Republik | 7  | 0 | 7 | 502 | 594 | 71:107 | 64:81              | 95:103 n.V. | 71:85       | 68:91       | 64:70          | 71:78       |             |                         |

## Finalrunde
Die Spiele der Finalrunde fanden am 24. und 25. Juli 1999 statt. Die Sieger der Halbfinalspiele waren direkt für die Olympischen Spiele qualifiziert und spielten im Finale um die Goldmedaille.
|  | Halbfinale | Halbfinale         | Halbfinale |   |                    | Finale           | Finale           | Finale           |
|  |            |                    |            |   |                    |                  |                  |                  |
|  | 24. Juli   |                    |            |   |                    |                  |                  |                  |
|  | 1          | Vereinigte Staaten | 88         |   |                    |                  |                  |                  |
|  | 4          | Argentinien        | 59         |   |                    | 25. Juli         | 25. Juli         | 25. Juli         |
|  |            |                    |            | 1 | Vereinigte Staaten | 92               |                  |                  |
|  | 24. Juli   | 24. Juli           | 24. Juli   |   | 2                  | Kanada           | 66               |                  |
|  | 2          | Kanada             | 83         |   |                    |                  |                  |                  |
|  | 3          | Puerto Rico        | 71         |   |                    | Spiel um Platz 3 | Spiel um Platz 3 | Spiel um Platz 3 |
|  |            |                    |            |   |                    | 3                | Puerto Rico      | 101              |
|  | 4          | Argentinien        | 103        |   |                    |                  |                  |                  |
|  |            |                    |            |   |                    | 25. Juli         |                  |                  |